# Gog
Ezequiel va profetitzar que Gog, un governant de la terra o del poble del nord (Magog) lluitaria contra Israel en els dies previs a la restauració. La literatura rabínica, l'escatologia islàmica i l'Apocalipsi presenten Gog i Magog com a figures emparellades que representen Satanàs en el conflicte final contra el poble de Déu.